# Морган-Сіті (Міссісіпі)
Морган-Сіті (англ. Morgan City) — місто (англ. town) в США, в окрузі Лефлор штату Міссісіпі. Населення — 207 осіб (2020).

## Географія
Морган-Сіті розташований за координатами 33°22′43″ пн. ш. 90°20′46″ зх. д. / 33.37861° пн. ш. 90.34611° зх. д. (33.378651, -90.346163).  За даними Бюро перепису населення США в 2010 році місто мало площу 1,52 км², уся площа — суходіл.

## Демографія
Згідно з переписом 2010 року, у місті мешкало 255 осіб у 79 домогосподарствах у складі 63 родин. Густота населення становила 168 осіб/км².  Було 93 помешкання (61/км²).
Расовий склад населення:
| - 81,2 % — чорних або афроамериканців - 18,8 % — білих |

До двох чи більше рас належало 0,0 %. Частка іспаномовних становила 1,6 % від усіх жителів.
За віковим діапазоном населення розподілялося таким чином: 35,3 % — особи молодші 18 років, 56,5 % — особи у віці 18—64 років, 8,2 % — особи у віці 65 років та старші. Медіана віку мешканця становила 27,6 року. На 100 осіб жіночої статі у місті припадало 61,4 чоловіків;  на 100 жінок у віці від 18 років та старших — 60,2 чоловіків також старших 18 років.
За межею бідності перебувало 62,9 % осіб, у тому числі 58,2 % дітей у віці до 18 років та 83,3 % осіб у віці 65 років та старших.
Цивільне працевлаштоване населення становило 68 осіб. Основні галузі зайнятості: виробництво — 38,2 %, освіта, охорона здоров'я та соціальна допомога — 33,8 %, мистецтво, розваги та відпочинок — 10,3 %, будівництво — 7,4 %.